# Arithmétique
Pour le film de 1952, voir Arithmétique (film).
L'arithmétique est la branche des mathématiques qui étudie les nombres entiers naturels {\displaystyle (\mathbb {N} )}, relatifs {\displaystyle (\mathbb {Z} )} et rationnels {\displaystyle (\mathbb {Q} )}, voire réels {\displaystyle (\mathbb {R} )}, ainsi que leurs relations et propriétés, en lien avec quelques opérations élémentaires : addition (+), soustraction (−), multiplication (×), division (÷, /, ou :), puissance et racine (√ ). Le terme inclut parfois d'autres concepts de la théorie des nombres.

## Histoire
Le mot arithmétique vient du grec ancien ἀριθμός / arithmós, « nombre ».
L’origine de l'arithmétique semble être une invention phénicienne. Dans l'école pythagoricienne, à la deuxième moitié du VIe siècle av. J.-C., l'arithmétique était, avec la géométrie, l'astronomie et la musique, une des quatre sciences quantitatives ou mathématiques (Mathemata). Celles-ci furent regroupées au sein des sept arts libéraux par Martianus Capella (Ve siècle) et plus précisément désignées sous le nom de quadrivium par Boèce. Les trois autres disciplines étaient littéraires (grammaire, rhétorique, dialectique) et firent l'objet des travaux de Cassiodore et, plus tard, Alcuin qui leur donna le nom de trivium.

## Domaine d'étude
L'arithmétique désigne l'étude des nombres, de leurs relations et de leurs propriétés individuelles et collectives,. Dans sa définition commune, elle se limite aux entiers naturels ou relatifs, et aux nombres rationnels,, voire aux nombres réels, et à quelques opérations associées (addition, soustraction, multiplication, division, puissance et racine).
Dans une acception plus rare, elle est utilisée dans un sens plus large par des mathématiciens, dont Carl Friedrich Gauss, pour inclure des concepts plus pointus de la théorie des nombres. Au-delà de l'arithmétique élémentaire, le mot peut alors faire référence à l'arithmétique modulaire, à la théorie algébrique des nombres ou encore à l'arithmétique des polynômes.[réf. nécessaire]

Illustration d’une décomposition arborescente d’un calcul arithmétique faisant intervenir l’addition (symbole +), la soustraction (symbole -), la multiplication (symbole *), le quotient (symbole /) et le reste de la division euclidienne (symbole %).

## Ensembles arithmétiques
Les nombres obtenus par dénombrement (comptage) d'objets d'ensembles divers donnent la liste des entiers naturels non nuls {\displaystyle (1\,;\,2\,;\,3\,;\,4\,;\,5\,;{\mbox{ etc.}})}. Cet ensemble est représenté par le symbole {\displaystyle \mathbb {N} ^{*}}, ou {\displaystyle \mathbb {N} } si on lui ajoute le nombre « {\displaystyle 0} ».
L'ensemble des entiers relatifs peut alors être construit à partir des opérations d'addition et de multiplication : à l'ensemble des entiers naturels sont ajoutés le nombre « {\displaystyle -1} », défini comme la solution de l'équation « {\displaystyle 1+x=0} », et l'ensemble des nombres obtenus par résultat de l'opération « {\displaystyle -1\times n} » (où {\displaystyle n} est dans {\displaystyle \mathbb {N} }). L'ensemble des entiers relatifs ainsi obtenus {\displaystyle (...\,-2\,;\,-1\,;\,0\,;\,1\,;\,2\,...)} est représenté par le symbole {\displaystyle \mathbb {Z} }.
L'introduction de l'opération de division fait apparaître un nouvel ensemble considérablement enrichi, celui des nombres rationnels. Cet ensemble, noté {\displaystyle \mathbb {Q} }, est constitué de tous les nombres « {\displaystyle a} divisé par {\displaystyle b} » ({\displaystyle a} étant un entier relatif, et {\displaystyle b} un entier non nul), représentés par la notation fractionnaire {\displaystyle {\frac {a}{b}}}
. En posant la division, il peut y avoir une infinité de chiffres après la virgule dans le résultat, mais ces chiffres finissent par se répéter : le nombre peut alors s'écrire avec un développement décimal périodique.[réf. souhaitée]
Malgré l'extension apportée par les nombres rationnels, ce dernier ensemble ne contient, par exemple, aucun élément correspondant à la longueur exacte {\displaystyle d} de la diagonale d'un carré de côté {\displaystyle 1}, qui devrait vérifier {\displaystyle d\times d=2}. De tels nombres, appelés irrationnels, accroissent considérablement l'utilité de l'arithmétique en permettant de définir les racines nième de tout nombre positif, mais ne peuvent être complètement définis qu'en dehors de son cadre. L'ensemble des nombres réels est noté {\displaystyle \mathbb {R} } ; il comprend les nombres rationnels et irrationnels. Ces nombres possèdent un développement décimal arbitraire.
Il est possible de ne considérer qu'une partie d'un ensemble. Ainsi, on note {\displaystyle \mathbb {R} _{+}} l'ensemble des nombres positifs de {\displaystyle \mathbb {R} }. De même on note {\displaystyle \mathbb {R} ^{*}} l'ensemble {\displaystyle \mathbb {R} } privé de 0. On remarque entre autres que {\displaystyle \mathbb {Z} _{+}=\mathbb {N} } et que {\displaystyle \mathbb {Z} \setminus \mathbb {N} =\mathbb {Z} _{-}^{*}} (il s'agit de {\displaystyle \mathbb {Z} } « privé de » {\displaystyle \mathbb {N} }).

## Propriétés
De nombreux nombres entiers ont des propriétés particulières. Ces propriétés font l'objet de la théorie des nombres. Parmi ces nombres particuliers, les nombres premiers sont sans doute les plus importants.

### Nombres premiers
Les nombres premiers sont les entiers naturels possédant uniquement deux diviseurs positifs distincts, à savoir 1 et eux-mêmes. Les dix premiers nombres premiers sont 2, 3, 5, 7, 11, 13, 17, 19, 23 et 29. L'entier 1 n'est pas premier car il n'a pas deux diviseurs positifs distincts, mais un seul, à savoir lui-même. Il existe une infinité de nombres premiers. En complétant une grille de taille 10 × 10 avec les 100 premiers entiers naturels non nuls, et en rayant ceux qui ne sont pas premiers, on obtient les nombres premiers appartenant à {1, …, 100} par un procédé appelé un crible d'Ératosthène, du nom du savant grec qui l'inventa.

### Nombres pairs et impairs
Les entiers naturels peuvent être divisés en deux catégories : les pairs et les impairs.
Un entier {\displaystyle n} pair est un multiple de 2 et peut par conséquent s'écrire {\displaystyle n=2\,k}, avec {\displaystyle k\in \mathbb {N} }. Un nombre {\displaystyle n} impair n'est pas multiple de 2 et peut s'écrire {\displaystyle n=2\,k+1}, avec {\displaystyle k\in \mathbb {N} }.
On montre que tout entier est soit pair soit impair, et ce pour un unique {\displaystyle k} : on note {\displaystyle \forall n\in \mathbb {N} \quad \exists k\in \mathbb {N} \quad \left(n=2\,k\lor n=2\,k+1\right)}.

## Types d'arithmétiques

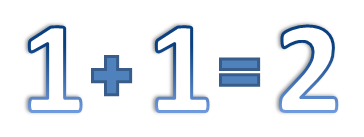
Exemple d'une addition d'arithmétique élémentaire.

### Arithmétique élémentaire
L'expression « arithmétique élémentaire » désigne parfois la forme la plus basique des mathématiques, apprise à l’école élémentaire. Il s’agit essentiellement de l'étude des nombres et des opérations élémentaires (soustraction, addition, division, multiplication).
Ce terme désigne aussi les rudiments des techniques de l'arithmétique. Les outils utilisés sont la division euclidienne, le lemme d'Euclide, le théorème de Bachet-Bézout ou encore le théorème fondamental de l'arithmétique. Ils permettent de démontrer des théorèmes comme celui de Wilson ou encore le petit théorème de Fermat.

### Arithmétique modulaire
Carl Friedrich Gauss (1777-1855) étudie l'ensemble des classes de congruence des entiers relatifs modulo un entier donné. Chaque classe correspond à un reste de la division euclidienne par cet entier, et l'ensemble est naturellement muni d'une addition et d'une multiplication.
L'étude de cette structure porte le nom d'arithmétique modulaire. Elle permet de généraliser les résultats de l'arithmétique élémentaire. Le théorème d'Euler, correspondant à un résultat plus fort que celui du petit théorème de Fermat, illustre une généralisation.
L'arithmétique modulaire est utilisé en cryptologie ou pour la construction de codes correcteurs en informatique.

### Théorie algébrique des nombres
De nombreuses questions ne trouvent pas de réponse, même avec les techniques de l'arithmétique modulaire. Des exemples proviennent d'équations diophantiennes, c'est-à-dire d'équations dont les coefficients sont entiers et dont les solutions recherchées sont entières. Une méthode consiste à élargir l'ensemble des entiers à une nouvelle structure qualifiée d'anneau d'entiers algébriques, comme celui des entiers de Gauss.
L'étude de ces structures, plus générales que celles de l'arithmétique modulaire qui se limite aux anneaux euclidiens, constitue le premier chapitre de la théorie algébrique des nombres.

### Arithmétique des polynômes
L'étude de l'arithmétique, au sens des nombres entiers, suppose d'établir des théorèmes. Ces théorèmes se démontrent à l'aide de techniques qui ne se limitent pas aux nombres entiers. Il est possible de faire usage de la même démarche sur d'autres structures, comme celle des polynômes. À travers l'étude des polynômes cyclotomiques, Gauss parvient à trouver un nouveau polygone régulier constructible à la règle et au compas, de 17 côtés.
Sa démarche est de nature arithmétique, pour cette raison, on parle d'arithmétique des polynômes.

#### Mathématiques
- Daniel Perrin, « Cours numéro 6 : Arithmétique et cryptographie », sur Département de mathématiques d'Orsay, 2010
- Jean-Pierre Serre, Cours d'arithmétique, 1970 [détail des éditions]

#### Philosophie
- Gottlob Frege, Les Fondements de l'arithmétique, 1884
- Richard Dedekind, Was sind und was sollen die Zahlen?, 1888
- Edmund Husserl, Philosophie de l'arithmétique (en), 1891